# Сферакавало (Терни)
Сферакавало је насеље у Италији у округу Терни, региону Умбрија.
Према процени из 2011. у насељу је живело 1990 становника. Насеље се налази на надморској висини од 150 м.